# Uromyces nidificans
Uromyces nidificans är en svampart som beskrevs av Tranzschel 1907. Uromyces nidificans ingår i släktet Uromyces och familjen Pucciniaceae.   Inga underarter finns listade i Catalogue of Life.